# Kościół św. Stanisława Biskupa i Męczennika we Wronczynie
Kościół świętego Stanisława Biskupa i Męczennika we Wronczynie – rzymskokatolicki kościół parafialny należący do parafii pod tym samym wezwaniem (dekanat kiszkowski archidiecezji gnieźnieńskiej).
Obecna świątynia została wzniesiona na miejscu wcześniejszej, drewnianej, ufundowanej W 1758 roku przez okolicznych właścicieli ziemskich, która została zniszczona przez w 1945 roku Kościół poświęcił w dniu 27 listopada 1975 roku kardynał Stefan Wyszyński Prymas Polski. Budowla charakteryzuje się współczesnym stylem architektonicznym. W otoczeniu kościoła stoi również drewniana dzwonnica, powstała w 1762 roku.